# Sun-Way-Flug 4412
Der Sun-Way-Flug 4412 war ein interkontinentaler Fracht-Charterflug der georgischen Sun Way vom Flughafen Karatschi zum Flughafen Douala in Kamerun am 28. November 2010 mit einem planmäßigen Zwischenstopp auf dem Flughafen Khartum. Kurz nach dem Start vom Flughafen Karatschi stürzte die Maschine nach einem Triebwerkschaden ab, wobei 11 Menschen ums Leben kamen.

## Maschine
Das Flugzeug war eine 1984 gebaute Iljuschin Il-76TD mit der Werknummer 43452546. Das Roll-Out der Maschine war am 29. Mai 1984 erfolgt. Am 14. Januar 1987 wurde sie an die Luftstreitkräfte der Sowjetunion ausgeliefert und erhielt in diesem Zusammenhang das Luftfahrzeugkennzeichen CCCP-76591. Nach dem Zusammenbruch der Sowjetunion übernahmen die Ukrainischen Luftstreitkräfte die Maschine und betrieben sie ab 1992 mit dem militärischen Luftfahrzeugkennzeichen 76591. Ab September 1993 war die Maschine durch die Luftstreitkräfte der Ukraine an die Fluggesellschaft Atruvera Aviation verleast, bei der sie fortan mit dem Kennzeichen RA-76591 betrieben wurde. Ab September 1999 war die Maschine mit demselben Kennzeichen bei der russischen Fluggesellschaft Rus in Betrieb, ab August 2003 bei Volga-Dnepr Airlines. Ab dem 24. Mai 2004 gehörte die Maschine zu der moldauischen Airline Transport Incorporation, bei der sie das Kennzeichen ER-IBO erhielt. Im Juli 2005 kaufte die kirgisische Tenir Airlines die Maschine und ließ sie mit dem Luftfahrzeugkennzeichen EX-071 zu. Ab September 2006 war die Maschine an die kasachische Air Almaty verleast, ab November 2006 an die indische Photros Air. Im Juli 2008 übernahm die georgische Sakaviaservice die Maschine und ließ sie mit dem Kennzeichen 4L-GNI zu. Im April 2010 übernahm die georgische Sun Way die Maschine. Das vierstrahlige Transportflugzeug war mit vier Mantelstromtriebwerken des Typs Solowjow D-30KP Serie 2 ausgestattet. Bis zum Zeitpunkt des Unfalls hatte die Maschine eine Gesamtbetriebsleistung von 8.357 Betriebsstunden absolviert, auf die 3.373 Flugzyklen (= Starts und Landungen) entfielen.

## Insassen und Fracht
Es befand sich lediglich eine achtköpfige Besatzung an Bord, wobei sieben Besatzungsmitglieder über die ukrainische Staatsbürgerschaft verfügten und eines über die russische.
- Der 1953 geborene Flugkapitän war am 25. Februar 2005 durch die ukrainische Luftfahrtbehörde als Pilot für die kommerzielle Luftfahrt zertifiziert worden und war auch als Prüfkapitän zugelassen. Er war im Besitz über Musterberechtigungen für die Flugzeugtypen Iljuschin Il-76T/TD/MD sowie Antonow An-12. Seine Flugerfahrung belief sich bis zum 19. Januar 2010 auf 7.272 Stunden, wovon er 3.202 Stunden bei Nacht geflogen war. Mit der Iljuschin Il-76 konnte er 5.502 Stunden Flugerfahrung vorweisen, wovon 3.150 Stunden auf Nachtflüge entfielen.
- Der 1964 geborene Erste Offizier besaß eine Musterberechtigung für den Flugzeugtyp Iljuschin Il-76 in den Varianten T, TD und MD. Er wurde am 16. April 2003 durch die ukrainische Luftfahrtbehörde als Pilot für die kommerzielle Luftfahrt zertifiziert. Seine Flugerfahrung belief sich auf 2.220 Stunden, wovon er 924 Stunden bei Nacht geflogen war. Über seine Flugerfahrung mit der Iljuschin Il-76 waren laut dem späteren Abschlussbericht zum Unfall keine Daten verfügbar.
- Der 1961 geborene Navigator war im Besitz über Musterberechtigungen für die Flugzeugtypen Iljuschin Il-76T/TD/MD sowie Antonow An-12. Seine Flugerfahrung belief sich bis zum 19. Januar 2010 auf 6.350 Stunden, wovon er 2.711 Stunden bei Nacht geflogen war. Mit der Iljuschin Il-76 konnte er 4.800 Stunden Flugerfahrung vorweisen.
- Der 1968 geborene Flugingenieur besaß eine Musterberechtigung für den Flugzeugtyp Iljuschin Il-76 in den Varianten T, TD und MD. Seine Flugerfahrung belief sich auf 3.391 Stunden, wovon er 929 Stunden bei Nacht geflogen war.
- Der 1959 geborene Bordfunker war im Besitz über Musterberechtigungen für die Flugzeugtypen Iljuschin Il-76T/TD/MD. Er verfügte über 3.393 Stunden Flugerfahrung, wovon er 3.334 Flugstunden mit der Iljuschin Il-76 absolviert hatte. Sämtliche seiner 1.393 bei Nacht absolvierten Flugstunden entfielen auf diesen Flugzeugtyp.

Darüber hinaus befanden sich zwei Wartungstechniker an Bord.
Die Fracht hatte ein Gesamtgewicht von 30,5 Tonnen und setzte sich gemäß dem Lademanifest aus Zelten zusammen, die als Hilfsgüter in den Sudan gebracht werden sollten.

## Unfallhergang
Die Besatzung meldete um 01:14 Uhr, dass sie bereit sei, den Start zum Flug nach Khartum auszuführen. Die vier Triebwerke wurden zwischen 01:21 Uhr und 01:24 Uhr gestartet. Auf vorangegangenen Flügen hatte es Probleme mit dem Aktivieren des Triebwerks Nr. 4 gegeben, wobei das Problem jeweils gelöst werden konnte, nachdem die Besatzung nachträglich die Triebwerksenteisunganlage einschaltete. Bei diesem Start schalteten die Piloten vorsorglich die Enteisungsanlage vor dem ersten Startversuch ein. Die Maschine hob bei Nacht um 1:48 Uhr Ortszeit des 28. November 2010 (23:48 Uhr UTC des 27. November 2010) vom Flughafen Karatschi ab.
Kurz nach dem Start beobachteten Augenzeugen, wie eines der steuerbordseitigen Triebwerke in Brand war, während die Maschine sich im Anfangssteigflug befand. Unmittelbar darauf stürzte die Maschine drei Kilometer hinter dem Startbahnende in einen im Bau für die pakistanische Marine befindlichen Gebäudekomplex und geriet in Brand. Dabei wurden alle acht Insassen der Maschine sowie drei pakistanische Bauarbeiter am Boden getötet.

## Ursache
Die pakistanische Zivilluftfahrtbehörde nahm nach dem Unfall die Ermittlungen zur Unfallursache auf. Die Ermittler stellten dabei fest, dass die maximale werksseitige Betriebszeit der Maschine bereits im Jahr 2004, also 6 Jahre zuvor, abgelaufen war. Das Abfluggewicht von 190 Tonnen habe zudem das maximal zulässige um fünf Tonnen überstiegen.
Die Ermittler stellten fest, dass ein uneingedämmter Triebwerksschaden im Bereich der Triebwerksschaufeln von Triebwerk Nr. 4 zu dem Unfall geführt hatte und dass das Materialversagen eine Folge von Materialermüdung gewesen war. Die Ermittler waren der Ansicht, dass die Materialermüdung eine direkte Folge des Betriebs des Triebwerks über seine Betriebsgrenzen hinaus gewesen war. Als Folge des Triebwerksschadens hätten umherfliegende Trümmer die Auftriebshilfen beschädigt und die Tragflächentanks durchschlagen. Der Treibstoff habe sich daraufhin entzündet, und die Tragflächen weiter beschädigt. Durch das Ausmaß des Schadens sei die Besatzung letztlich nicht mehr in der Lage gewesen die Maschine zu steuern, woraufhin es zum Kontrollverlust gekommen sei. Die Maschine sei daraufhin nach rechts gerollt und zu Boden gestürzt.